# Strandjordtunga
Strandjordtunga (Geoglossum littorale) är en svampart som tillhör divisionen sporsäcksvampar, och som först beskrevs av Emil Rostrup, och fick sitt nu gällande namn av John Axel Nannfeldt. Strandjordtunga ingår i släktet Geoglossum, och familjen Geoglossaceae. Enligt den svenska rödlistan är arten starkt hotad i Sverige. Arten förekommer i Götaland. Artens livsmiljö är våtmarker, sjöar och vattendrag.